# Moerbecke

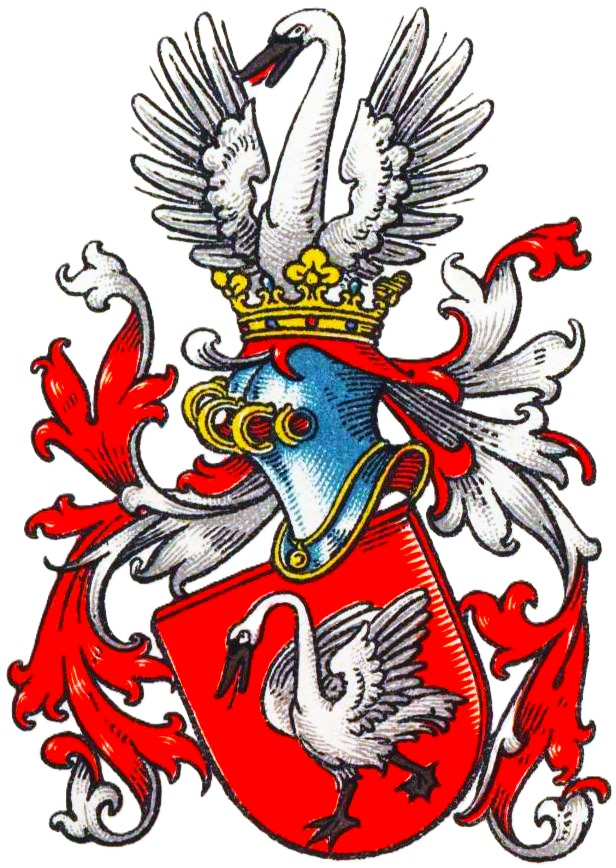
Wappen derer von Moerbecke im Wappenbuch des Westfälischen Adels

Moerbecke (auch Moerbeke, Moerbeck o. ä.) ist der Name eines im 18. Jahrhundert erloschenen niederländisch-westfälischen Adelsgeschlechts.

## Geschichte
Das Geschlecht gehörte zur overijsseler Ritterschaft, war aber auch zu Haus Stevening bei Ahaus-Wüllen und zu Burg Nienborg ansässig.
Ob der berühmte Wilhelm von Moerbeke († 1286), ein flämischer Geistlicher und Übersetzer antiker Schriften aus dem Altgriechischen ins Lateinische, aus der Familie Moerbecke stammt, ist nicht sicher. Er soll aus dem flämischen Ort Moerbeke stammen.
Folgende Stammfolge ist für die von Moerbecke für die Zeit vom 15. bis 17. Jahrhundert überliefert:
- Johann von Moerbecke († 1469) ⚭ Aleid Penninck
  - Bernd/Berend von Moerbecke († 1523) ⚭ 1486 Gerdiken/Geerd Wonder
    - Johann von Moerbecke d. Ä. († 1539) ⚭ Anna Reyners
      - Johann von Moerbecke d. J. (* 1533/1540; † 1601) zu Brecklenkamp ⚭ Anna (Mathilde) von der Mark, Erbtochter von Haus Stevening
        - Arent von Moerbecke (* 1564) ⚭ I. Gerberga van Dedem; ⚭ II. Anna von Clevorn
          - aus I.: Margaretha von Moerbecke (* 1602)
          - aus I.: Elsabe/Elisabeth von Moerbecke (* 1602)
          - aus II.: Adolff Wilhelm Moerbecke zu Stevening (1611–1675), Chronist des Dreißigjährigen Kriegs, ⚭ Judith de Baecke († 1680)
            - Sophia Adelheid von Moerbecke ⚭ 1688 Gosen Grubbe zu Herinkhave

          - aus II.: Anna Gertrud von Moerbecke zu Stevening († 1680)

        - Sophia von Moerbecke (* 1565) ⚭ Hendrik von Bentinck zu Haus Leeuwenberg
        - Erika von Moerbecke († 1618)

      - Bernd/Berend von Moerbecke (1532–1604) ⚭ Bia van Barmentlo
        - Bernd/Berend von Moerbecke († 1636), Hauptmann, ⚭ Ermgart van Barvelt
          - Christina von Moerbecke († ca. 1649) ⚭ 1643 Bernhard Mumm von Schwarzenstein († 1667), Rittmeister

      - Rixa von Moerbecke (1533–1595) ⚭ Joost van Bevervoorde tot Oldemeule
      - Tundeke von Moerbecke († 1626)

  - Friedrich von Moerbecke († 1497)
  - Wessel von Moerbecke († 1518), 1490 Schöffe zu Schüttorf

Der Letzte des Geschlechts im Mannesstamm war Wilhelm Arnold Anton von Moerbecke zu Stevening, der am 27. September 1761 verstarb.

## Wappen
Blasonierung: In Rot ein silberner Schwan mit schwarzem Schnabel und Füßen. Auf dem gekrönten Helm mit rot-silbernen Helmdecken ein weißer Schwanenhals zwischen zwei silbernen Flügeln (der Schwan wachsend?).